# Magdalena Medio
El Magdalena Medio es un extenso valle interandino en la parte central del valle del río Magdalena en Colombia formado por el río Magdalena entre los rápidos circundantes con la ciudad tolimense de Honda, y la entrada del río a las llanuras costeras del Mar Caribe. La Troncal del Magdalena, una carretera principal colombiana, cruza la región de sur a norte.
La región del Magdalena Medio está repartida entre los departamentos de Antioquia, Bolívar, Boyacá, Cesar y Santander y, en menor medida (casi sin considerarse parte de esta subregión), entre Caldas, Cundinamarca y Tolima. Entre las ciudades grandes se destacan Barrancabermeja, la cual es la segunda ciudad santandereana en importancia y es considerada de facto como la capital del Magdalena Medio, Aguachica en Cesar, La Dorada en Caldas, Puerto Boyacá en Boyacá y Puerto Berrío en Antioquia.
Es un valle rico en productos agrarios, ganadería, minería y pesca. Se destaca especialmente por la ganadería y, en Barrancabermeja, por la refinación de petróleo. En los años 1980, la región se convirtió en uno de los focos de paramilitarismo y de la subsiguiente guerra sucia entre paramilitares y guerrilleros.

## Propuesta de departamentalización

Mapa del Magdalena Medio.

Desde hace aproximadamente 20 años, se ha pensado en la creación de una unidad territorial denominada Departamento del Magdalena Medio. Esta, aunque no ha tenido mayor difusión en gran parte debido a las diferencias culturales de los municipios implicados y sus diferentes orígenes que se quieren negar, evidencia para algunos grupos políticos la necesidad y la importancia de conformarse una nueva entidad burocrática.
Esta idea nuevamente toma fuerza en el año 2009 ya que hay una corriente ciudadana impulsando la recolección de firmas para llamar a consulta popular para definir si los pobladores de esta región quieren o no que se cree el departamento del Magdalena Medio. Al final, la propuesta no prosperó, aunque se logró que Barrancabermeja fuese declarada Distrito Especial.

## El Magdalena Medio antioqueño

Magdalena Medio antioqueño.

### Geografía
El Magdalena Medio antioqueño está situado al oriente de Antioquia en la franja que limita con el río Magdalena. El Magdalena Medio está bañado por los ríos Magdalena, Cimitarra, Alicante, Tamar, San Francisco, San Bartolomé y las ciénagas de San Bartolo, Barbacoas, Maquencal, El Tablazo, San Francisco, Caño Don Juan y la Gloria.
Tiene dos unidades fisiográficas: la planicie cálida del río Magdalena entre los ríos Alicante e Ité y la vertiente cálida y húmeda del interior.

### Economía
Se destacan actividades como la minería: la explotación carbonífera y la extracción de calizas, calcáreos, cuarzo y mármoles (buena parte de la minería se practica sin permisos, o sea de manera ilegal); así mismo, es importante el cultivo de la palma de aceite. Las actividades ganaderas son también un importante renglón en la economía local. En Yondó hay explotación minera.

### Turismo
Tras el descenso desde la Cordillera Central hasta las planicies de las riberas del Río Magdalena, se encuentra esta zona considerada Reserva Turística Nacional. La temperatura oscila entre 20 °C y 33 °C debido a la cercanía al valle del río Magdalena; esto sumado a la gran abundancia de cascadas y balnearios ubicadas en varios municipios, se convierte en un atractivo turístico de la región. El bosque húmedo tropical en el cañón del Río Claro, tiene grutas, cuevas, rocas y aguas cristalinas propicias para los turistas. Continuando hasta Puerto Triunfo, un pueblo ideal para la pesca, el visitante puede acceder a diversas actividades deportivas.

### Municipios
Esta subregión antioqueña está compuesta por los municipios de:
- Caracolí
- Maceo
- Puerto Berrío
- Puerto Nare
- Puerto Triunfo (Colombia)
- Yondó

## El Magdalena Medio bolivarense

Magdalena Medio bolivarense.

En el departamento de Bolívar se le conoce como Zona de Desarrollo Económico y Social (Zodes) del Magdalena Medio. Está cruzado por el principal corredor fluvial del Caribe colombiano, el río Magdalena.
Es una región rica en recursos naturales y biodiversidad, con vocación agropecuaria, minera, y presenta un gran potencial agroexportador y minero aurífero. Se ha logrado desarrollar en esta zona importantes núcleos agrícolas de palma de aceite, cacao y caucho. Esta región hace parte de los territorios focalizados PDET.
Está integrada por los municipios de:
| Bandera | Nombre             | Altitud (m s. n. m.) | Temperatura promedio (°C) | Área (km²) | Habitantes | Año de fundación | Habitantes cabecera municipal |
| ------- | ------------------ | -------------------- | ------------------------- | ---------- | ---------- | ---------------- | ----------------------------- |
|         | Arenal             | 41                   | 30                        | 534        | 19 302     | 1850             | 5 314                         |
|         | Cantagallo         | 59                   | 35                        | 669        | 9 393      | 1938             | 4 485                         |
|         | Morales            | 19                   | 34                        | 1.765      | 21 501     | 1610             | 5 944                         |
|         | San Pablo          | 75                   | 29                        | 1.967      | 34 033     | 1543             | 30 233                        |
|         | Santa Rosa del Sur | 620                  | 26                        | 2.200      | 42 960     | 1540             | 23 543                        |
|         | Simití             | 45                   | 32                        | 1.445      | 20 576     | 1537             | 10 216                        |

## El Magdalena Medio boyacense

Magdalena Medio boyacense.

La región es denominada Zona de Manejo Especial, situada del costado oriental del río en el extremo occidental del departamento de Boyacá. Esta subregión es rica en petróleo, aunque un importante sector económico se fundamenta en la producción ganadera y agrícola. El principal núcleo urbano es Puerto Boyacá, la quinta ciudad del departamento en población.
- Puerto Boyacá

## El Magdalena Medio cesarense

Magdalena Medio cesarense

- Aguachica
- Gamarra
- La Gloria
- Pelaya
- San Alberto
- San Martín
- Río de Oro

## El Magdalena Medio santandereano

Provincia de Yariguíes.

Provincia de Vélez.

La fundación de poblaciones como Betulia, San Vicente de Chucurí, Santa Helena del Opón y Barrancabermeja, entre otros por parte de campesinos santandereanos, obedeció al proyecto liberal de apertura de caminos hacia el río Magdalena (principal vía de comunicación entre la Costa Caribe y el interior de la República en el siglo XIX) y colonización del valle del Magdalena Medio, que hasta el siglo XIX se hallaba habitado escasamente debido a las difíciles condiciones agrestes. La intención era entonces, abrir caminos y asegurar de una vez por todas la colonización de una zona considerada en el momento vital para la economía regional y nacional.
Particularmente, las fundaciones realizadas en el transcurso del siglo XIX en el cantón de Zapatoca fueron el producto de la necesidad de establecer un punto de apoyo para los usuarios del camino real. Las fundaciones más importantes en este sentido fueron Betulia (1844) y San Vicente de Chucurí (1876). La Fuente (actualmente corregimiento de Zapatoca) también nació como parte de esta necesidad del proyecto. Acompañando las fundaciones de Betulia y San Vicente se estableció una población en el sito de Bermejales, (Barrancabermeja) como parte de la propuesta de Joaquín Acosta, encargado de hacer el proyecto de caminos, de que este poblado sirviera de bodega y para atender a los viajeros.
La provincia de Yariguíes enmarca gran parte del territorio santandereano sobre el Magdalena Medio y formó parte desde la colonia primero de la provincia de Tunja y luego de la provincia del Socorro, desde la población de Zapatoca se construyeron los llamados caminos reales que buscaban conectar el interior de la provincia con el puerto sobre el Magdalena Medio por medio del cual se realizaba el intercambio de mercancías con Europa principalmente, a principios del siglo XX se consolidó la conexión por medio del ferrocarril entre Bucaramanga, Sabana de Torres y Puerto Wilches(este último nace como necesidad de un puerto que conectara con el interior de Santander) por lo que se siguió mantenido un activo flujo comercial y de personas entre el interior de Santander y el puerto sobre el río magdalena dando ciertas particularidades a la cultura santandereana, actualmente la capital del departamento y Barancabermeja están conectadas por medio de una autopista a tan solo dos horas y media de recorrido que mantienen la unión sociocultural de los dos principales núcleos urbanos santanderianos.
Desde la capital departamental, Bucaramanga se accede fácilmente por autopista a tan sólo una hora con el valle del Magdalena Medio, debido a esto se ha posibilitado el intercambio comercial de la producción de Santander con el exterior a través del río Magdalena, además de que ha profundizado los lazos socioculturales y la influencia de Santander en el sur del César y el sur de Bolívar de cuyos territorios es la capital departamental de mayor proximidad y con la cual están más fuertemente conectados, gracias a esto se ha facilitado un activo intercambio comercial y una alta inmigración desde esos territorios hacia Bucaramanga y a otras poblaciones del noroccidente de Santander.
- Barrancabermeja: El distrito especial, es la segunda ciudad santandereana en importancia, y es considerada de facto como la capital del Magdalena Medio.
- Betulia
- Bolívar
- Cimitarra
- El Carmen de Chucurí
- El Peñón
- Landázuri
- Puerto Parra
- Puerto Wilches
- San Vicente de Chucurí
- Simacota